# Stora Segerstad naturbrukscentrum
Stora Segerstad naturbrukscentrum är ett resurscentrum inom naturbruk som sysslar med gymnasieutbildning, yrkeshögskoleutbildning samt uppdragsverksamhet. Skolan finns på Stora Segerstad i Reftele socken. Till skolans resurser räknas restauranger, elevhem, djurstallar, maskinhallar samt skogar, åkrar och ängar. 
Segerstad är stamgård för den adliga ätten Hård af Segerstad och tillhörde släkten fram till 1700-talet. Den delades därefter i Stora och Lilla Segerstad. 1920 omvandlades Stora Segerstad till lantbruksskola. Skolan har tidigare också haft verksamhet i Värnamo och benämndes då Stora Segerstad och Värnamo naturbruksgymnasium.
Skolans profiler är lantbruk, skogsbruk, hundföretagande (exempelvis hunddagis) och naturvetenskap.